# Сурью (волость)
Сурью (эст. Surju vald) — бывшая волость в Эстонии в составе уезда Пярнумаа.

## Положение
Площадь волости — 357,9 км², численность населения на 1 января 2006 года составляла 1015 человек.
Административный центр волости — деревня Сурью. Помимо этого, на территории волости находятся ещё 10 деревень.
Волость была образована 12 декабря 1991 года.